# Makarasana

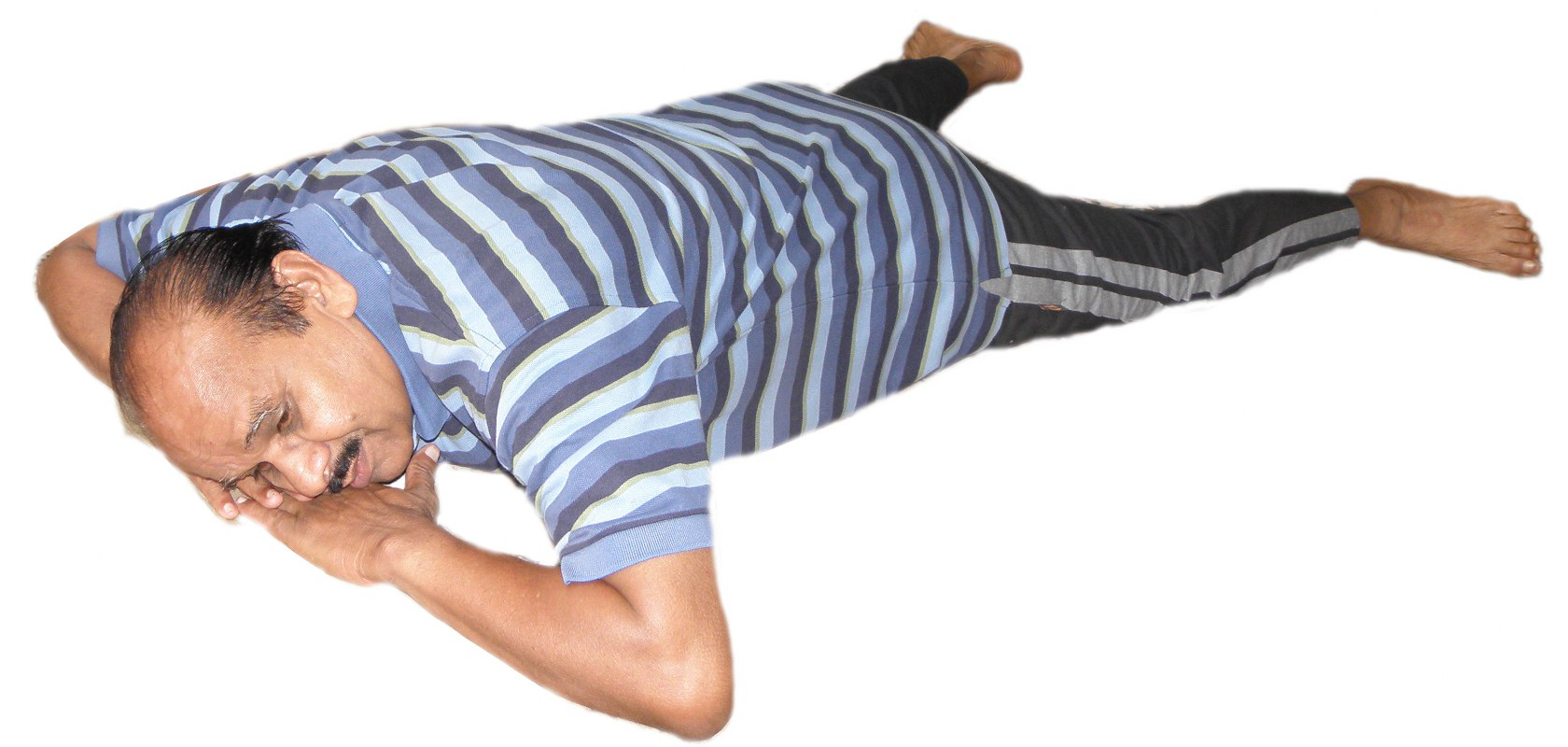
Makarasana

Makarasana (Sanskriet voor Krokodilhouding), is een veelvoorkomende houding of asana. De houding wordt af en toe ook Zeehond genoemd, een naam die ook aan de Maha Mudra Kriya wordt gegeven.
De mákara is een zeemonster dat vaak verward wordt met de krokodil of zeehond. Niettemin wordt deze houding in yoga vrijwel uitsluitend met de namen Krokodil en af en toe met Zeehond aangeduid.
| Sanskriet | vertaling                   |
| makara    | mákara, zeemonster          |
| asana     | houding (letterlijk: 'zit') |

## Beschrijving
Deze houding wordt liggend op de buik uitgevoerd. Breng de armen naar voren en vouw ze in elkaar. Leg het hoofd op de kruising van de onderarmen en ontspan de nek. Spreid de benen tot ongeveer een voet afstand van elkaar. De binnenkant van de voeten ligt plat op de grond. Probeer met zo veel mogelijk delen van het lichaam de grond te raken. Zorg voor een volledige ademhaling, waarbij ook het onderlichaam goed doorademt.
De Krokodil is goed geschikt als herstelhouding.